# Editura Călin

Editura Călin

Editura Călin este o editură din România. Publică cărți din 1993, fiind axată pe producția de publicații utilitare, de amuzament și de larg interes.
Domenii editoriale abordate: formare și orientare profesională, gastronomie, reguli de comportare, astrologie, divinație, limbi străine, practici și terapii naturiste, stil de viață.
Editura Călin este membru al Asociației Difuzorilor și Editorilor – Patronat al Cărții. Fondatorul este Eugen Mihăescu.